# Дого (остров)
Дого (яп. 島後 Dōgo) — остров в группе островов Оки в Японском море.
Площадь острова — 241,58 км², население составляет 13595 человек (по состоянию на 1 марта 2021 года). Остров находится под управлением посёлка Окиносима в префектуре Симане. Большая часть острова находится в границах национального парка Дайсен-Оки.

## География

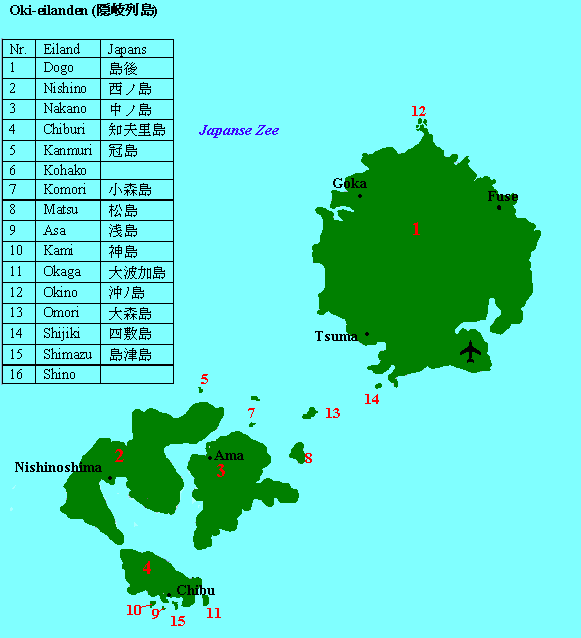
Дого (под номером 1) на карте островов Оки

Остров Дого является самым большим из островов Оки. Он расположен примерно в 80 км к северу от побережья острова Хонсю. Остров имеет вулканическое происхождение и имеет примерно круглую форму с приблизительным диаметром 20 километров, с самой высокой точкой на вершине горы Дайманджи на высоте 608 метров над уровнем моря.
Климат острова классифицируется как субтропический океанический (классификация климата Кёппена) с очень тёплым летом и прохладной зимой. Осадки обильные в течение всего года.

## История
Острова Оки были заселены с эпохи японского палеолита, и археологами были обнаружены многочисленные артефакты периодов Дзёмон, Яёй и Кофун. Остров Дого упоминается в хрониках Кодзики и Нихон Сёки периода Нара. Также остров Дого был столицей древней провинции Оки.
В конце VII века остров административно относился к району Суки (次評, Suki no kōri). В ходе реорганизации японской политической системы в кодексе Тайхо остров был разделён на округа Суки (周吉郡, Suki-gun) на востоке и Оти (穏地郡, Ochi-gun) на западе.
Остров Дого использовался как место ссылки с периода Нара, а также хорошо известен как место ссылки бывшего императора Го-Тоба и императора Го-Дайго. с 1331 по 1333 год в период Эдо остров стал территорией Сёгуната Токугава.
После реставрации Мэйдзи острова Оки стали частью префектуры Тоттори в 1871 году, но были переданы префектуре Симане в 1881 году.
В 1892 году Лафкадио Хирн посетил остров Дого, провёл там месяц и написал о своих впечатлениях в книге «Взгляды на незнакомую Японию». Остров Дого посетил американский натуралист Чарльз Генри Гилберт в 1906 году.
На юго-востоке острова на мысе Сайго в 1921 году был построен маяк. Этот маяк оставался единственным маяком на островах Оки до 1950-х годов.
Дого, наряду с тремя другими островами Оки, был определён в качестве геопарка в сентябре 2013 года, который был признан «глобальным геопарком ЮНЕСКО на островах Оки» 17 ноября 2015 года.